# Indigene Völker in Namibia
Als Indigene Völker in Namibia (englisch indigenous people) werden aufgrund staatlicher Aussage die historisch auf dem Gebiet Namibias anwesenden Ethnien, die als Jäger und Sammler lebten, bezeichnet. Eine klare Definition gibt es auch in Namibia, wie international, nicht. Zur Klärung der Frage nach indigenen Völkern in Namibia orientiert sich der Ombudsmann vor allem am Endorois-Fall aus Kenia und der damit von der Afrikanischen Kommission ausgegebenen Erklärung.
Alle indigenen Völker Namibias genießen den Schutz internationaler Abkommen und Rechte sowie allgemeine und besondere Rechte auf Grundlage namibischer Gesetze. Seit 2005 werden insbesondere die San durch das San Development Programme staatlich gefördert.

## Völker

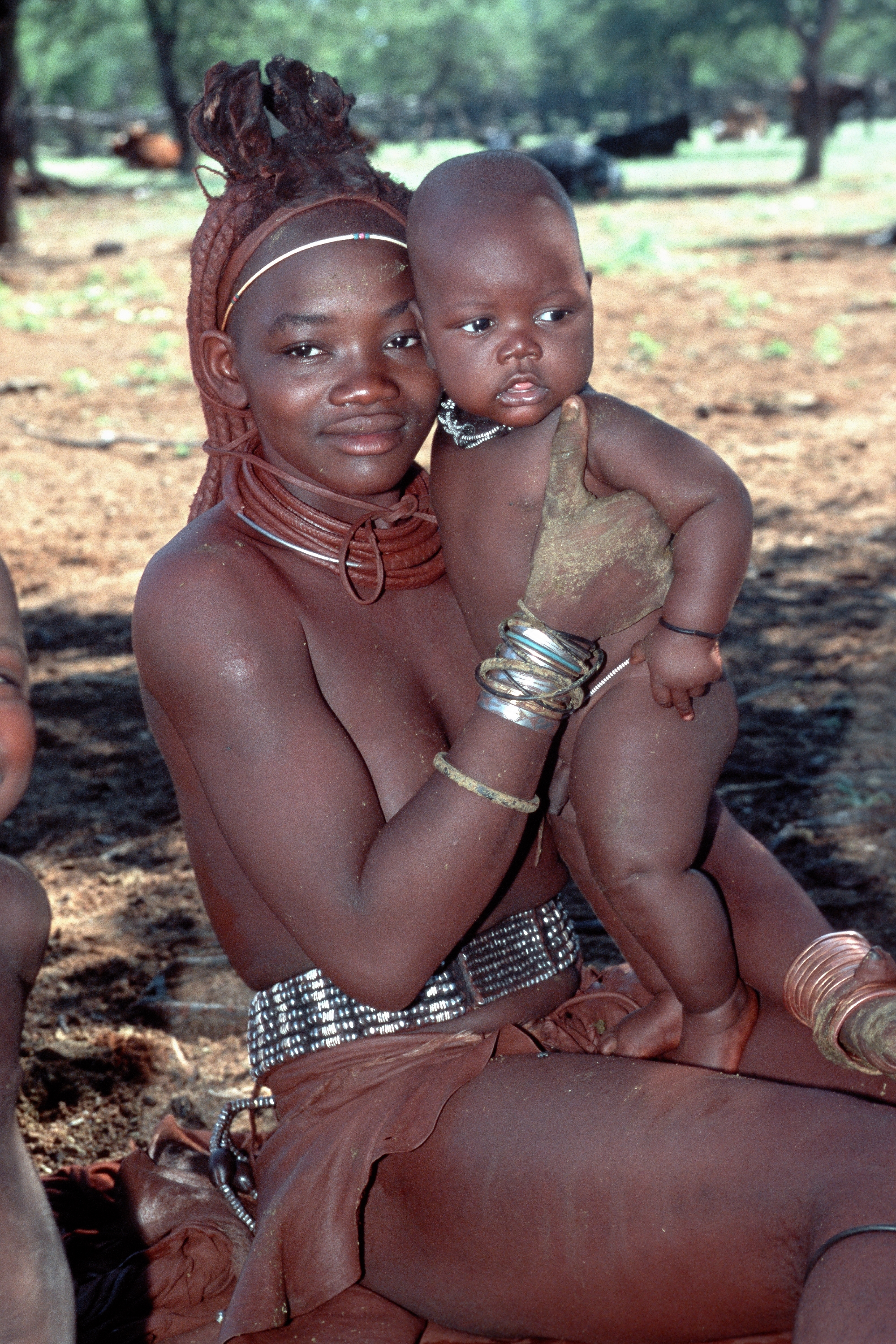
Ovahimba

Laut dem Ombudsmann und dem Büro des Vizestaatspräsidenten, das zur Förderung von unterprivilegierten Volksgruppen (englisch marginalised communities) verantwortlich war (diese Aufgabe hat mit Stand September 2022 das Ministerium für Gleichberechtigung und Kinderwohlfahrt, Armutsbekämpfung und soziale Wohlfahrt übernommen), gelten in Namibia folgende Ethnien bzw. Clans als indigen:
- San
- Ovahimba
- Ovatjimba
- Ovatue (Ovatwa)

Der International Work Group for Indigenous Affairs (IWGIA) nach werden auch die Ovazemba und die Nama zu den indigenen Völkern Namibias gezählt.